# Елиът Хлапето
Елиът Хлапето (Елиът Кид, на английски: Eliot Kid) е анимационен телевизионен сериал за деца. От 2009 г. е излъчван по Cartoon Network (България).

## Герои
Фамилията на семейството, в което живее Елиът, е Кид (на английски: kid – хлапе).
- Елиът – Главният герой във филмчето. Той притежава развинтено въображение, което разкрива един свят на фантастични същества, оръжия и други светове.
- Кейто – Най-добрият приятел на Елиът и негов спътник в приключения и бели.
- Мими – Най-добрата приятелка на Елиът. Тя го харесва и му го напомня като повтаря „О-о-о моят герой“. Обича да казва „Това е ужасно“. Силно мрази Лорета.
- Сузи – Сестра на Елиът. Тя е по-голяма от него и постоянно му натяква, че върши само глупости.
- Изабел – Майка на Елиът. Тя е кмет на града. Кара се на сина си и го наказва, когато поради развинтеното си въображение направи някоя беля заедно с приятелите си, но въпреки това е мила. Алергична е към козина. Изабел е и главният готвач в семейството, но не умее да готви особено добре. Има собствена кола.
- Джереми – Баща на Елиът. Безработен е и стои предимно вкъщи, поддържайки дома. Той също наказва Елиът, когато сгафи. Има си градина с цветя и зеленчуци, която много цени. Джерами също има своя кола. Любител е на науката и измисля изобретения, които често се оказват непрактични и дори опасни.
- Джейд – Детегледачката на Елиът и Сузи. Тя е в дома на семейство Кид, когато Изабел и Джерами не са вкъщи. Джейд е млада и все още учи. Често се отнася пренебрежително към работата си и често бива забъркана в кашите, сътворени от Елиът, Кейто и Мими.
- Господин Леон – Директор на училището, в което учи Елиът. Строг е и кара децата стриктно да спазват правилата.
- Госпожица Бриджит – Учителка на Елиът. Тя е мила жена, обичаща децата.
- Лорета – Съученичка на Елиът, в която той е влюбен.
- Макс – Също учи в класа на Елиът. Влюбен е в Лорета, както и тя в него. Това провокира напрежението между него и Елиът.
- Саламчо – Саламчо е куче и е домашен любимец на семейство Кид. Често участва в „мисиите“ на Елиът и неговите приятели.
- Мътньо – Мътньо е котка и също е домашен любимец на семейството. За разлика от Саламчо, той по-рядко присъства в епизодите на сериала.

| Роля              | Изпълнител       |
| ----------------- | ---------------- |
| Елиът             | Живко Джуранов   |
| Кейто             | Явор Караиванов  |
| Мими              | Варвара Панкова  |
| Изабел            | Петя Абаджиева   |
| Джереми           | Георги Стоянов   |
| Сузи              | Златина Тасева   |
| Лорета            | Татяна Етимова   |
| Макс              | –                |
| Господин Леон     | Здравко Димитров |
| Госпожица Бриджит | Таня Михайлова   |
| Госпожица Бриджит | –                |
| Джейд             | –                |
| други гласове     | Анатолий Божинов |
| други гласове     | Росен Русев      |
| други гласове     | Николай Пърлев   |
| други гласове     | Стоян Цветков    |
| други гласове     | Христо Бонин     |

| Обработка              | Александра Аудио (2009) |
| ---------------------- | ----------------------- |
| Изпълнителен продуцент | Васил Новаков           |